# Gashan Ki Corona
Gashan Ki Corona est une corona, formation géologique en forme de couronne, située sur la planète Vénus par 11,7° N et 243,7° E. Elle est localisée dans le quadrangle d'Hecate Chasma. Elle a été nommée en référence à Gashan Ki,  "Dame de la Terre" babylonienne. 

## Géographie et géologie
Gashan Ki Corona couvre une surface circulaire d'environ 225 km de diamètre. 